# Ptilodòntids
Els ptilodòntids (Ptilodontidae) són una família de mamífers de l'extint ordre Multituberculata. Els representants són coneguts des del Cretaci superior i Paleocè a Nord-amèrica.
La família Ptilodontidae originalment denominada Ptilodontinae i classificat com a subfamília per Edward Drinker Cope en 1887. Va ser modificat per Gregory i Simpson en 1926 al seu estat actual.
A més, Cope erròniament, va classificar el gènere Ptilodus com un marsupial. L'anomenà originalment Chirox i el col·locà en la nova família Chirogidae. S'ha reclassificat i Chirogidae és ara oficialment un sinònim de Ptilodontidae.